# アサギ
アサギ（Asagi）は、日本一ソフトウェアのゲーム作品に登場する架空の人物である。

## 概要
日本一ソフトウェアの2004年の暑中見舞いに「次回作の主人公」として登場したが、主人公になる予定のゲーム『魔界ウォーズ（仮）』がいつまでたっても発売されず、以来「永遠の『次回作の主人公』」として日本一ソフトウェアの作品に登場し続けている。
二丁拳銃を装備した女性。担当声優は登場作品ごとに異なる。暑中見舞いの時点ではシリアスだったが、2013年現在ではギャグなど何でもこなしている。『プリニー 〜オレが主人公でイイんスか?〜』・『プリニー2 〜特攻遊戯! 暁のパンツ大作戦ッス!!〜』・『魔界戦記ディスガイア4（アドバンス版）』では「朝霧 アサギ（あさぎり アサギ / Asagi Asagiri）」という名前で登場する。
2018年、アサギが主人公となる『魔界ウォーズ』が配信された。

## 登場作品
ファントム・キングダム / 2005年3月17日発売
声 - 能登麻美子
クールな雰囲気をまとっている。ゼタに倒され、新作の発売を阻止される。
魔界戦記ディスガイア2 / 2006年2月23日発売
声 - 植田佳奈
『ファントム・キングダム』のときに比べすっかり弱気になっている。『ファントム・キングダム』と『ディスガイア2』ではキャラクターの大きさが違い、アサギは『ファントム・キングダム』のままのグラフィックで登場しており、主人公たちよりもはるかに頭身が小さい。
ソウルクレイドル 世界を喰らう者 / 2007年2月15日発売
声 - 山本麻里安
『ファントム・キングダム』の世界から『ソウルクレイドル』の世界にやってきた。自分が主人公でないことに憤慨しており、『ソウルクレイドル』の主人公になろうと主人公たちに戦いを挑む。
魔界戦記ディスガイア PORTABLE 通信対戦はじめました。 / 2007年11月29日発売
ある条件を満たすと「アサギ人形」として登場。声は無い。
魔界戦記ディスガイア3 / 2008年1月31日発売
声 - 斎藤千和
自分が主人公のゲームを探して彷徨っている所で主人公達と出会い、自分のゲームを見つけるために同行する。
魔界戦記ディスガイア 魔界の王子と赤い月 / 2008年6月26日発売
『魔界戦記ディスガイア PORTABLE 通信対戦はじめました。』と同じ。
プリニー 〜オレが主人公でイイんスか?〜 / 2008年11月20日発売
声 - 水橋かおり
ある条件を満たすと登場。通りがかりのプロデューサーに騙されてゲームの主人公になったつもりでいた。彼女がボスとして複数回登場する専用のシナリオや、彼女と戦う時のみ流れる専用のBGM（「アサギ・メタモルフォーゼ」など）もある。二丁拳銃のほか、トゲ付き鎖鉄球を用いた攻撃も行う。
普段は標準語だが、興奮したりすると東北弁訛りの人格が現れるという妙なキャラ付けがされてしまった。あの手この手で主人公になろうとして、最後はとんでもない姿になる。
ダウンロードコンテンツで「アサギ人形」も登場（声 - 笹本優子）。
魔界戦記ディスガイア2 PORTABLE / 2009年3月26日発売
声 - 水橋かおり
新シナリオ「アクターレ編」に登場する。いつまでたっても公開されない超大作映画「魔界ウォーズ」の主役を名乗り登場。このアサギはPS2版のアサギとは異なり、他のキャラクターと同じ頭身となっている。
PS2版のアサギも登場するが、戦闘ボイスは水橋かおりに変更されている。
また、隠しキャラクターとして仲間にすることが可能となった。条件を満たせばPS2版のアサギとPSP版のアサギを切り替えられるようになる。
ディスガイア インフィニット / 2009年11月1日発売
声 - 落合祐里香
クラシックダンジョン 〜扶翼の魔装陣〜 / 2010年2月25日発売
『プリニー2 〜特攻遊戯! 暁のパンツ大作戦ッス!!〜』に登場するアサギ8ビットがこちらにも登場。
絶対ヒーロー改造計画 / 2010年3月11日発売
電撃文庫作品のキャラクターのコスプレをし、主人公の座を奪い取ろうとする。
プリニー2 〜特攻遊戯! 暁のパンツ大作戦ッス!!〜 / 2010年3月25日発売
声 - 水橋かおり
隠しシナリオ「アサギウォーズ」で登場。前作『プリニー』で自爆し、プリニーに転生したアサギが、毎回設定の異なるアサギをひとりに決めるための戦い「アサギウォーズ」で、以下のアサギ達と戦う。
黒杉あさぎ
声 - 中村繪里子 / イラスト - KEI
アサギ・シュバルツ・ネイチャー
声 - 里見圭一郎 / イラスト - たかみち
人形アサギwithアサギロボ
イラスト - 江草天仁
アサギ・ザ・ビートル
イラスト - 獅子猿
アサギ・アサマール・アサリンド
声 - 荒井静香 / イラスト - 菅原健
アサギ8ビット
イラスト - 今道英治

ビックリマン 漢熟覇王 / 2010年8月24日発売
魔界戦記ディスガイアシリーズと株式会社ロッテのビックリマンのコラボ商品。
第一巻では「空想主演アサギ」、第二巻以降は「超私戦記アサギ」として登場する。
同シールをゲーム化した2011年7月21日発売のニンテンドー3DS用ソフト『ビックリマン漢熟覇王 三位動乱戦創紀』へも登場。
ファントム・ブレイブ PORTABLE / 2010年10月28日発売
声 - 稲村優奈
肩書きは「永遠の脇役」。主人公になる気が全くなく投げやりにマローネの仲間になるが、マローネに元気づけられ、マローネから主役の座を奪うことを決意する。
魔界戦記ディスガイア4 / 2011年2月24日発売
声 - 長谷川明子
自分の出番がほしいと強く願うことによって、魔界に数多くの異常事態を引き起こすこととなった。プリニー教育係の助手として仲間入りすることとなる。
1人だけグラフィックがドット絵しか存在しないが、4月末のダウンロードコンテンツでアドバンス版のアサギが追加されることとなった。また、その収益が2011年東北地方太平洋沖地震の被災者支援として寄付されることが発表されたが、PlayStation Network個人情報流出事件の影響から7月に延期された。このアサギ（ニューテクノロジー・アサギ）は元からゲームに存在するアサギとは別人で、条件を満たすと元のアサギと切り替えられる。
神様と運命革命のパラドクス / 2013年1月24日発売
声 - 南ことり（内田彩）
『ラブライブ!』とのコラボにより、本作では『ラブライブ!』のキャラクターが声を担当しているという設定になっている。
Z/X
ブロッコリー・日本一ソフトウェア・遊宝洞の3社共同企画によるトレーディングカードゲーム。
2013年1月25日発売のブースター第3弾「五帝竜降臨」に「永遠の隠しキャラ アサギ」が収録。
また、2013年5月23日発売のPS3ゲームソフト『Z/X 絶界の聖戦』の予約特典として「アサギ・メタモルフォーゼ」、初回封入特典として「アサギGo Fight!」が収録される。
ディスガイア D2 / 2013年3月20日発売
声 - 三森すずこ
魔界戦記ディスガイア5 / 2015年3月26日発売
声 - 大地葉
本編クリア後の後日談「ファントムコピー編」に登場。
ステージをクリアすると固有キャラクターとしてアサギが使用可能になる他、その後のクエストをこなすことで、アサギの幻体コピーであるアサギ（汎用）も使用できるようになる。
アサギ（汎用）は汎用キャラなので、大量に作って同時運用する事も可能。ゲーム内要素である「部隊」には、アサギの能力を上昇させる「アサギファンクラブ」も登場する。
魔界ウォーズ / 2018年2月15日配信
声 - 八島さらら
主人公として登場。普通の女子高生だったが、突如ヴァルハラに召喚され、人々の悩みを解決するため奔走する。
ボイスは2018年6月29日のアップデートにて実装された。
魔界戦記ディスガイアRPG / 2019年11月27日配信
声 - 立花理香
2020年6月11日より追加登場。主人公アサギ、世紀末魔王アサギ、クリエイターアサギの設定の異なる3キャラクターが実装された。

## 企画
アサギファンクラブ一万人計画
日本一ソフトウェア20周年記念サイトで展開された、アサギのファンクラブ加入人数に応じて何らかの達成賞が実施されるという企画。
魔界ウォーズ Live episode1 アサギの逆襲
日本一ソフトウェア20周年を記念して、2013年7月13日に行われたライブイベント。

## 人気
ファンからは「永遠の次回作の主人公」として人気は高く、彼女が日本一ソフトウェアの次回作に登場するかどうかも注目されている。日本一ソフトウェア総合キャラクター人気投票では第1回では6位、第2回では2位を獲得した。日本一ソフトウェア20周年時に行われた人気投票ではヒロイン部門で1位、マスコット部門で4位となった。